# Війська берегової оборони

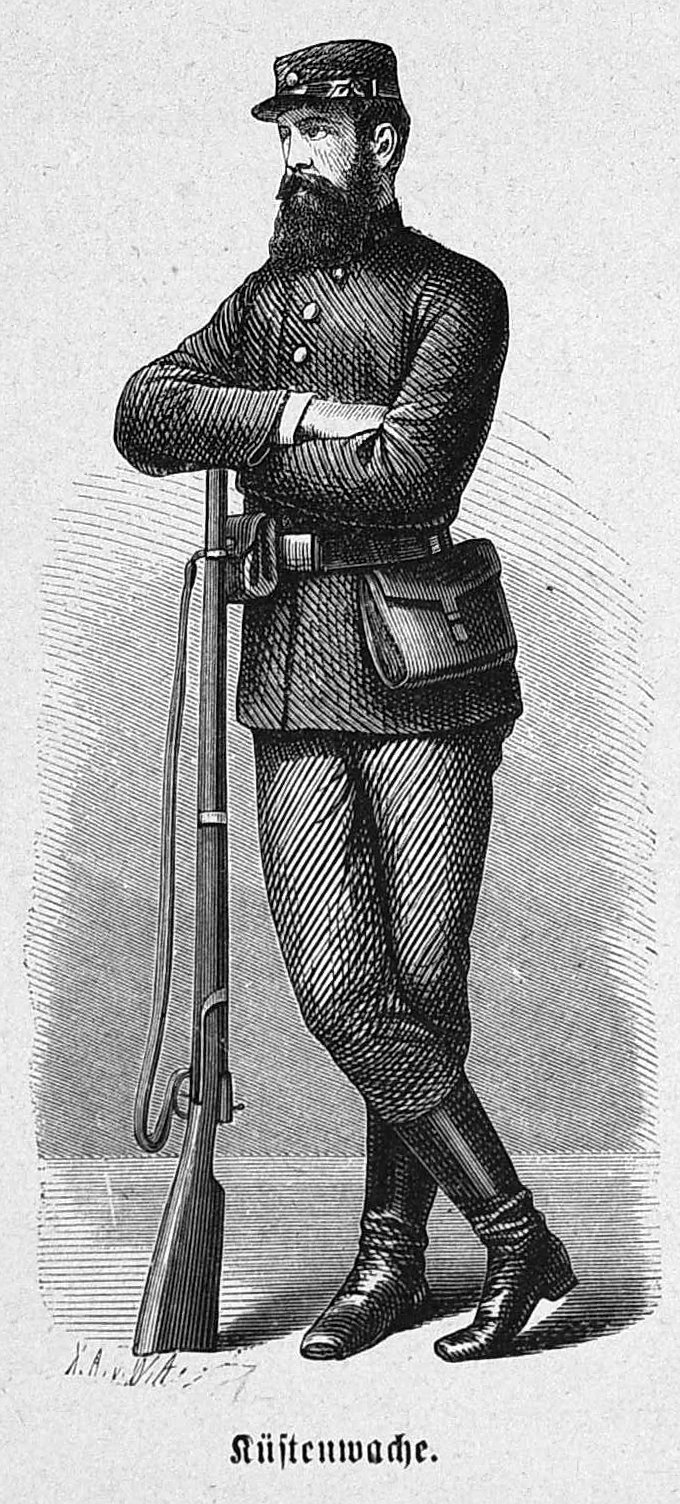
Солдат німецьких військ берегової оборони. 1871

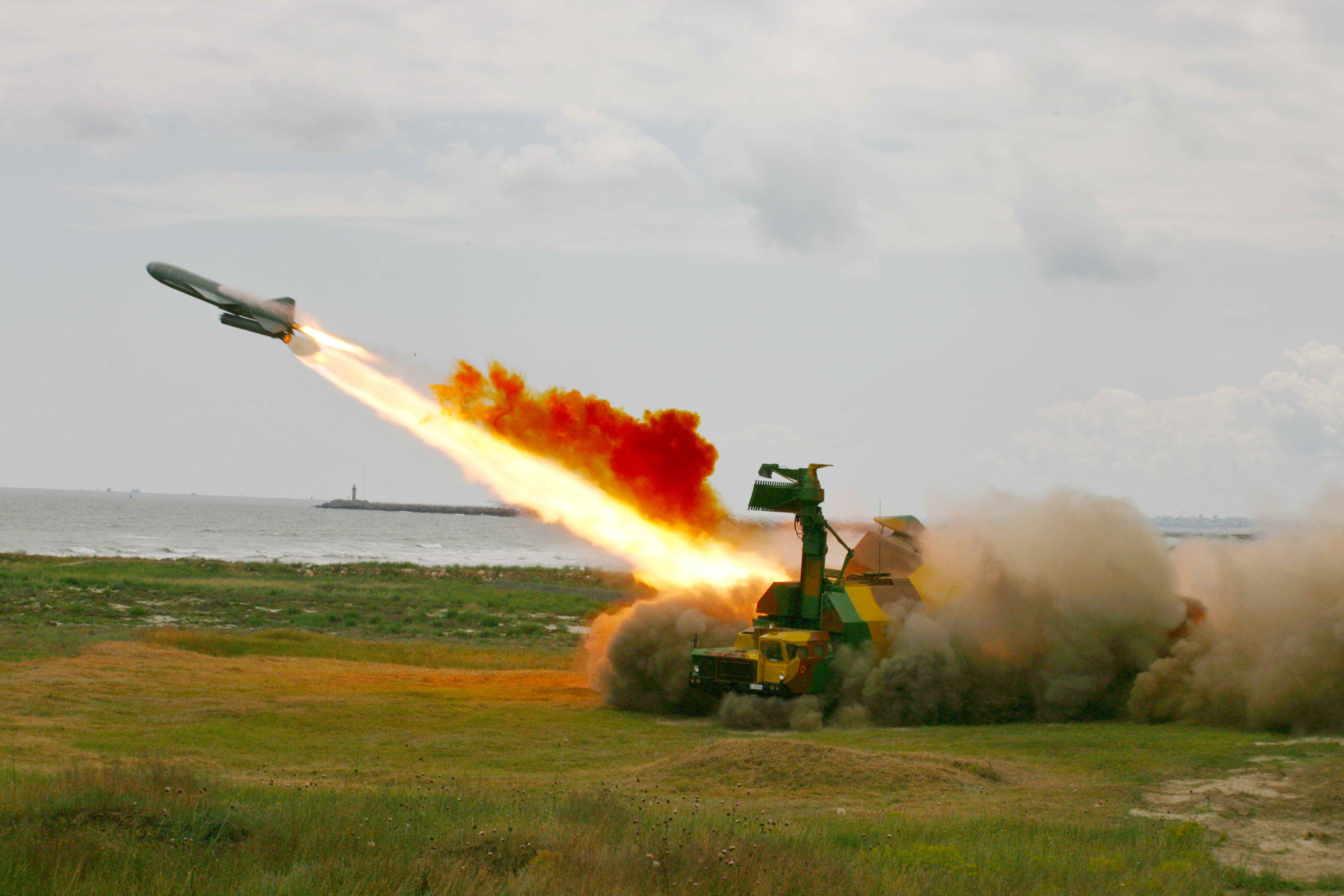
Пуск протикорабельної крилатої ракети з мобільного берегового ракетного комплексу «Берег» румунських військ берегової оборони. 10 червня 2010

Війська́ берегово́ї оборо́ни — рід військ військово-морських сил, призначений для захисту пунктів базування сил ВМС, портів, важливих ділянок морського узбережжя, островів, проток і вузькостей від нападу кораблів і морських десантів противника.
Основу їх озброєння складають берегові ракетні комплекси і артилерія, зенітні ракетні комплекси, мінна і торпедна зброя, а також спеціальні кораблі берегової оборони (охорона водного району). До появи ракетної зброї основним компонентом військ берегової оборони становила берегова артилерія. Для забезпечення оборони силами військ берегової оборони на узбережжі створюються берегові укріплення. Крім неї для вирішення задач берегової оборони використовувалися стрілецькі (піхота) війська, зенітно-артилерійські і кулеметно-артилерійські частини, мінна та торпедна зброя, а в деяких країнах і кораблі берегової оборони; створювалися різні фортифікаційні споруди.
В організаційному відношенні війська берегової оборони розподілялися по окремих структурах, до складу яких входили окремі батареї та дивізіони берегової артилерії, сектора і укріплені райони (приморські, острівні), підлеглі командирам ВМБ або безпосередньо командувачам флотів. Безпосередньо військами берегової оборони, зазвичай, керував начальник берегової оборони флоту.
Основними завданнями берегової оборони були: відбиття у взаємодії з формуваннями сухопутних військ висадки морських десантів; недопущення обстрілу об'єктів, що обороняються, кораблями противника; прикриття своїх прибережних морських сполучень від ударів ворожих кораблів; вогнева підтримка своїх сухопутних військ, що обороняються або наступають на приморських напрямках.
Розвиток берегової оборони йшов паралельно з удосконаленням артилерії, яка з 14-15 ст. стала встановлюватися в приморських фортецях, які захищали безпосередньо входи в порти. Надалі, у міру збільшення дальності стрільби, особливо з введенням нарізної артилерії, її стали розміщувати в окремих фортах окремими батареями, вони обороняли важливі ділянки морського узбережжя на більш широкому фронті.
За часів Другої світової війні війська берегової оборони застосовувалися різними державами й зіграли важливу роль в обороні морського узбережжя та важливих об'єктів. Війська використовувалися також при прориві оборони противника на приморському напрямках.
У післявоєнні роки військове мистецтво передбачає здійснення оборони морського узбережжя спільними зусиллями Сухопутних військ, ВМС, ВПС. В радянському ВМФ, до речі, для цього існував спеціально призначений рід сил флоту — берегові ракетно-артилерійські війська (БРАВ). У ряді країн оборона морського узбережжя покладається на ВМС; у США — на берегову охорону, а також на сухопутні війська.